# Alchemilla lipschitzii
Alchemilla lipschitzii é uma espécie de rosácea do gênero Alchemilla, pertencente à família Rosaceae.